# Taxithelium merrillii
Taxithelium merrillii là một loài Rêu trong họ Sematophyllaceae. Loài này được Broth. miêu tả khoa học đầu tiên năm 1918.